# 별을 쏘다
《별을 쏘다》는 2002년 11월 20일부터 2003년 1월 9일까지 방영된 SBS 수목 드라마이다.

## 등장 인물
- 전도연 : 한소라 역
- 조인성 : 구성태 역 (아역 : 권오민)
- 이서진 : 김도훈 역
- 홍은희 : 정예린 역
- 박상면 : 한바다 역
- 조정린 : 아정 역
- 한준혁 : 승우 역
- 변정수 : 이미련 역
- 박철 : PD작가 역
- 김성은
- 신성록
- 새별
- 서범열
- 김대훈 : 헤어 디자이너 역
- 양명헌
- 한춘일 : 경비원 역
- 공재원
- 이정성
- 김광인
- 전해룡 : 오기자 역
- 김태영
- 홍승모
- 여재구

## 참고 사항
- 변정수가 맡았던 이미련 역은 당초 옥소리가 낙점됐으나 건강상의 문제로 고사한 바 있었다[1].

## 결방 및 2회 연속 방영
- 2002년 12월 19일 - 6시 30분부터 <제 16대 대통령선거방송> 3부 편성으로 결방
- 2002년 12월 18일 - 9~10회 연속

## 수상
- 2002년 SBS 연기대상 10대 스타상, 여자 최우수 연기상 전도연
- 2002년 SBS 연기대상 10대 스타상, 남자 인기상 조인성